# 阿瓜賽市

阿瓜賽市（西班牙語：Municipio Aguasay），是委內瑞拉的一個市，位於該國東部莫納加斯州，首府設於阿瓜賽，面積2,581平方公里，每年平均降雨量1,055毫米，2011年人口11,771，人口密度每平方公里3.8人。